# E-25
De Panzerjäger E-25 was een Duits project aan het einde van de Tweede Wereldoorlog om een tankjager te ontwikkelen. Het project was onderdeel van de Entwicklung Serie. De tankjager was het derde voertuig in de serie en was bedoeld om de Panzerkampfwagen III, IV en vele conversies daarvan te vervangen. Er zijn geen prototypes gebouwd.

## Geschiedenis
Er waren aan Duitse zijde vele soorten tanks waaronder veel conversies van de basistypen tanks Panzer III en Panzer IV. Deze gebruikten verschillende soorten munitie en hadden veel verschillende onderdelen nodig. Daarnaast waren de Duitse voertuigen lastig te onderhouden vanwege gecompliceerde ontwerpen. Men wilde dit gaan versimpelen door middel van de Entwicklung Serie. Een van de projecten die daaruit is voortgekomen is de E-25. De ontwikkeling van de E-25 begon in 1943 onder toezicht van Waffenprufamt 6 (WaPruAmt 6) welke onder leiding stond van generaal Heinrich Ernst Kniepkamp, een ingenieur die zijn sporen reeds had verdiend. Argus uit Karlsruhe was betrokken bij de ontwikkeling van de E-25. Ook Porsche ontwierp een vergelijkbare tankjager. De E-25 zou vooral de opvolger moeten worden van de Jagdpanzer IV Lang.  De ontwikkeling bij Argus werd geleid door Dr. Hermann Klaue. Argus had tot dat moment enkel ervaring met de bouw van vliegtuigmotoren en zij bouwden de stuurinrichting voor de Tiger tanks. De E-25 was hun eerste tankproject. Zoals de naam aangeeft moest de E-25 tussen de 25 en 30 ton wegen en het design moest vergelijkbaar zijn met de succesvolle jagdpanzer 38(t), bijgenaamd Hetzer (opruier).

## Ontwerp

### Koepel
Veel tekeningen maken melding van een kleine toren linksbovenop de tank. Het wapen in deze toren zou bedoel moeten zijn als luchtafweergeschut. Het is echter niet zeker of dat helemaal juist is. Waarschijnlijk is het een verwarring met het project dat Porsche opgezet had. Er zijn meerdere argumenten dat de koepel niet een idee van Argus was. Ten eerste was er, net als bij de Jagdpanzer IV en Hetzer, slechts een bemanning van vier personen. Geen enkel bemanningslid had de handen vrij om nog een apart kanon te bedienen. Ten tweede is de toren veel te klein om een degelijk kanon te installeren. Rond 1944-’45 was men reeds van mening dat een 20mm kanon ineffeciënt was tegen jachtbommenwerpers. Maar zelfs het 20mm MG 151/20 kanon was al te groot om in de koepel te passen. Het enige redelijke toepasbare wapen zou de 30mm MK 108. Op onder andere de tekeningen van H.L. Doyle is er een klein koepeltje te zien, waarin een 2 of 3cm kanon is gemonteerd. Een MG 34 die vanbinnen uit bestuurd kon worden met een grotere munitiedrum had ook een mogelijkheid geweest tegen infanterie maar niet tegen het beoogde doel, vliegtuigen.

### Motor
Voor de motor waren verschillende opties. Als eerste opperde men de Maybach V-12 HL 100, welke met 4000 omwentelingen per minuut 400 pk kon voortbrengen. De tweede optie was de luchtgekoelde Argus 12LD330H met een vermogen van 600 pk. De derde motor was de Maybach V-12 HL 230 P30 met 600 pk bij een aantal omwentelingen van 2500 per minuut. Deze motor had een topsnelheid van 70 km/u. Eind maart 1945 werd uiteindelijk besloten voor de Maybach HL 101, een doorontwikkeling van de HL 100 met beter injectie en koeling. Deze motor was ontwikkeld door Friedrichshafen en had een vermogen van 550 pk bij 3800 omwentelingen per minuut. Aan het begin van 1945 werd er door de firma Voith ook gewerkt aan de ontwikkeling van een hydrodynamische motor, welke ook in beschouwing werd genomen.

### Chassis
De rupsbanden lagen op vijf individuele stalen wielen met elk een diameter van één meter. Door de grote wielen waren er boven de wielen geen ondersteuningswielen nodig, zoals bij de Pz.Kpfw.IV. De wielen hadden een typisch Duits systeem waarbij de wielen elkaar overlappen, zoals bij de Tiger en de Panther tanks ook het geval was. De vering zou met bouten aan de buitenzijde van de tank bevestigd worden en bestond uit een veer met een hydraulische demper. Doordat de vering aan de buitenzijde van het voertuig zat kond de vering makkelijk vervangen worden. Over de rupsbanden zijn geschillen. Bronnen melden dat de rupsbanden hetzelfde waren als die van de Panther tanks met een breedte van 66 cm. Andere bronnen spreken dit tegen, omdat er plannen waren om de Panther tanks uit productie te nemen en te vervangen voor de Panther II. Ook melden die bronnen een rupsbandbreedte van 70 cm, de breedte waarvan de Tiger II tanks al gebruik maakten. Op de tekeningen is niet goed te zien welke rupsband gebruikt zou gaan worden. De rupsbanden zouden wel iets gewijzigd worden en maar één tand hebben in plaats van de twee tanden die tot dan toe op Duitse tanks gebruikelijk waren.

### Kanon
Het 7,5 cm L/70 had al bewezen dat het goede prestaties leverde tegen Geallieerd pantser. Daarom werd er voor dit kanon gekozen. Het kan echter zijn dat het kanon later vervangen zou worden door een nieuw kanon welke ontwikkeld werd door Krupp en Skoda, de 7,5 cm KwK 44 L/70. Dit kanon werd speciaal ontworpen voor de Schmalturm en werd gekenmerkt door een concentrisch terugslagmechanisme. Daarnaast werkte Skoda aan een autolader met 40 granaten per minuut. In werkelijkheid zou deze vuursnelheid uiteraard niet haalbaar zijn omdat de tijd om te richten dan veel te kort zou zijn. Ook zou minstens één voertuig uitgerust worden met de 7,5 cm Pak 39 L/48. Een ander alternatief was de 10,5 cm StuH 42 houwitser. Sommige bronnen melden nog de 8,8 cm KwK 43, de versie met dit kanon zou de panzerjager E-25 Jaguar genoemd worden, maar dat valt niet te bevestigen. Zeer waarschijnlijk paste dit kaliber kanon niet eens in de E-25.

## Alternatief
De E-25 zou vooral de opvolger moeten worden van de Jagdpanzer IV Lang, maar men betwijfelde of de E-25 beter zou presteren. De E-25 had namelijk enkele nadelen. Ten eerste was de loop te lang, ongeveer 3,5 meter. De 2,6 meter van de Jp IV werd al als maximum gezien. Een te lange loop heeft ernstige gevolgen voor de mobiliteit, omdat bij een te steile hoek de loop makkelijk de grond inboord. Daarnaast was de voorzijde van de E-25 te zwaar, waardoor de meeste mechanica naar achteren moest worden geplaatst en het pantser van de verwachte 80 mm dikte naar 50 mm dikte moest worden teruggebracht. Ten derde was de tankjager 20 cm hoger dan de Jagdpanzer IV, terwijl er naar gestreefd werd om het profiel zo laag mogelijk te houden.
De E-25 had ook voordelen. De motor was veel krachtiger wat de mobiliteit van de E-25 ten goede zou komen. Daarnaast was de E-25 ontworpen vanuit het oogpunt van standaardisatie. Dit leverde vele voordelen op met betrekking tot onderhoud en reserveonderdelen.
Een alternatief voor de E-25 was de Jagdpanzer 38 D. In principe was dit een Jagdpanzer 38(t), maar dan aangepast aan de Duitse fabricagetechnieken, aangezien de 38(t) in Tsjecho-Slowakije geproduceerd werd en daar andere technieken gebruikt werden. Deze tank droeg hetzelfde wapen als de E-25 en had vergelijkbare bepantsering, maar met een gewicht van slechts 17,5 ton. Daarnaast was de overhanging van de loop 3 meter, een halve meter minder in vergelijking met de E-25. Ook bestond de 38 D uit onderdelen die reeds vrijwel allemaal in productie waren en er was een nieuw ontwikkelde dieselmotor in geplaatst. De keuze voor dit voertuig zou meer voordelen hebben voor standaardisatie. Deze tankjager kon namelijk ook in meerdere varianten ontwikkeld worden waaronder waffenträgers. Daarnaast werd ook de E-10 met dit ontwerp totaal overbodig.

## Porsche
Naast Argus was ook Porsche, in samenwerking met Adler, gestart aan een ontwerp voor de E-25. Dit model stond bekend onder de naam Sturmgeschutz 27t of Porsche E-25 Jagdpanzer. Over dit model zijn niet veel gegevens bekend. In ieder geval zou dit model het 7,5 cm KwK 44 L/70 kanon dragen en de motor zou luchtgekoeld zijn. Aan het eind van 1944 werd er gestopt met de ontwikkeling vanwege het betere project van Argus.

## Einde
Er is zeer weinig informatie beschikbaar over de staat van het ontwerp aan het einde van de oorlog. Volgens de informatie die Ingenieur Ernst Kniepkamp aan de Geallieerden overleverde tijdens verhoren, was er bij Alkett in Berlijn-Spandau begonnen aan de bouw van drie rompen, welke bedoeld waren voor tests. Deze werden door de Geallieerden echter nooit gevonden. Volgens een andere versie, een rapport van kolonel Holzhauer uit januari 1945 werd er vanaf december 1944 gewerkt aan verscheidene rompen in Kattowitz welke op 23 januari 1945 naar de testvelden werden gebracht, maar aangezien een soortgelijke melding over de E-10 gaat is het zeer waarschijnlijk dat het om een verwarring gaat.
E-10 · E-25 · E-50 · E-75 · E-100